# Empreintes des sabots du Diable

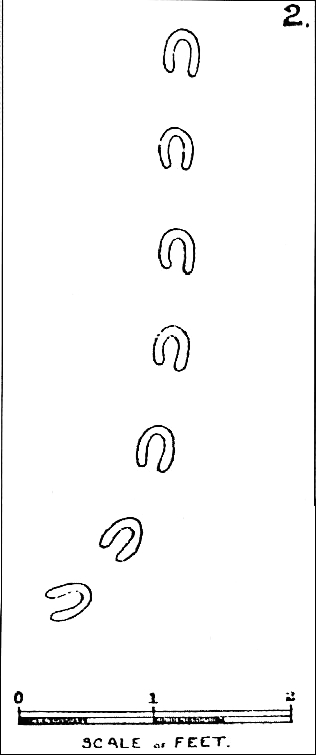
Reconstitution des empreintes découvertes.

Localisation du Devonshire.

L'affaire des empreintes des sabots du Diable ou du Diable du Devonshire est un événement non élucidé du milieu du XIXe siècle en Angleterre. L'hiver 1854-1855 fut particulièrement rude dans toute l'Europe, le climat paralysant même de nombreuses activités économiques. Après d'intenses chutes de neige dans la nuit du 7 au 8 février 1855, furent observées de part et d'autre de l'estuaire de la rivière Exe d'étranges empreintes de pas.

## Témoignages
Le Times rapporte comme suit les constatations faites :

« Une sensation considérable a été provoquée dans les villes de Topshm, Lympstone, Exmouth, Teignmout et Dawlish, au sud du Devon, à la suite de la découverte d'un grand nombre de traces de pas d'un aspect fort étrange et mystérieux. Le superstitieux va jusqu'à croire qu'elles sont la marque de Satan lui-même. Il semble que dans la nuit de jeudi dernier, il y a eu de très fortes chutes de neige dans le voisinage d'Exeter et le sud du Devon. Le matin suivant, les habitants des villes susmentionnées ont été surpris de découvrir les traces de quelque animal étrange et mystérieux, doué du pouvoir d'ubiquité, puisque les empreintes de pas étaient perceptibles dans toutes sortes de lieux inaccessibles - au sommet de maisons et de murs étroits, dans des jardins et des cours clos par de hauts murs, aussi bien que dans des champs ouverts. Il y a à peine un jardin de Lympstone où les empreintes de pas n'aient pas été observées. Les traces apparaissaient plutôt être celles d'un bipède que d'un quadrupède, et les pas étaient en général de huit pieds l'un devant l'autre. Les impressions du pied ressemblaient de près à celles d'une patte d'âne, et mesuraient entre un pouce et demi et deux pouces et demi de large.  Ici et là, la patte ayant causé l'empreinte apparaissait comme fourchue, mais en général, dans ces traces, le pied était continu et, du fait que la neige en son centre demeurait intacte, ne montrant essentiellement que le bord extérieur du pied, elle devait être convexe (réd. : "concave", s'agissant de la patte). La créature semble avoir approché les portes de plusieurs maisons et s'être ensuite retirée, mais personne n'a été capable de découvrir le point d'attache ou de repos de ce mystérieux visiteur. Dimanche passé, le Révérend M. Musgrave a fait allusion au sujet dans son sermon, et a suggéré la possibilité que les empreintes de pas fussent celles d'un kangourou ; mais cela peut difficilement avoir été le cas, puisqu'elles furent trouvées de part et d'autre de l'estuaire de la rivière Exe. »

— The Times, 16 février 1855
Certaines personnes suivirent les traces sur de grandes distances et dirent avoir constaté en outre qu'elles traversaient des enclos fermés et même un hangar. Le Reverend Musgrave fit divers croquis des empreintes individuelles et de la manière dont elles se suivaient, d'après nature, et avança d'autres hypothèses pour tenter d'en expliquer rationnellement l'origine.
Toutefois, l’évènement, répertorié notamment par Rupert Gould dans son fameux ouvrage Oddities: A Book of Unexplained Facts, demeure à ce jour une énigme non résolue. Bien que relativement ancien et limité géographiquement, il est à ce titre encore très présent dans les mémoires.

## Autres cas de petits sabots, hormis 1855[1],[2]
- 1839 : Écosse
- 1840 : Île de Kerguelen (James Clark Ross)
- 1840 (14 mars) : Glen Orchy (en) (Écosse, le Times)
- cyclique : une colline de Galicie (pentes de Piaskowa-góra -Sand Hill- depuis 1855 également, lors d'enneigements)
- 1886 : Nouvelle-Zélande
- 1909 : le Diable de Jersey (Jersey Devil) New Jersey (plages proches de Gloucester) (États-Unis)
- 1945 : Belgique
- 1950 : Devonshire, de nouveau (plages)
- 1952 : Écosse, encore
- 1954 : Brésil
- 1970 : Etna (pentes) (Sicile)
- 2000 (23 janvier) : Cleveland (Ohio) (Deborah's Devil)[3]
- 2010 : La Roquette-sur-Var (France)

## Cas à rapprocher

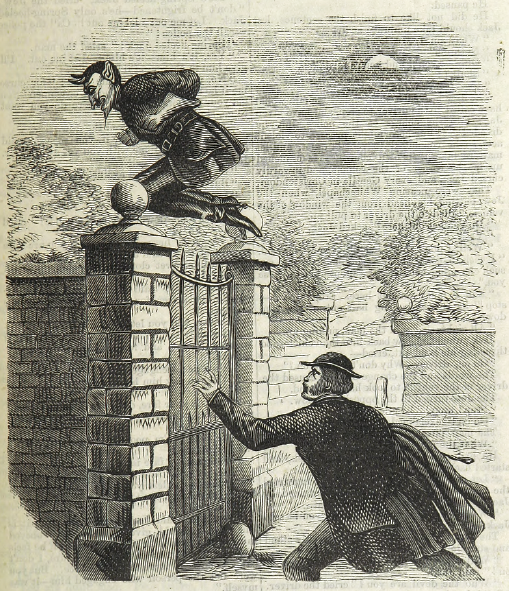
Springheel Jack.

- 1830 à 1838, Londres, et 1904, Everton (Liverpool) : Jack Talons-à-Ressort, encore dit le Démon volant (Flying Devil) Londres (Angleterre)[4]

## Cas similaires ou approchants
- Highlands (Écosse) : le Carrosse du diable. Traces récurrentes de roues de carrosse sur les lacs gelés et enneigés (jamais sur la terre ferme) de cette vaste région, commençant et s'arrêtant brusquement, sans aucune empreinte humaine ou animale associée (pas de sabots, car les chevaux du diable sont des esprits dit-on sur place)[5]
- 1976 : Alpilles de la région de Nice. Traces immenses à flanc de montagne dans la neige d'une vallée isolée, encaissée et uniquement accessible à pieds, d'un arc de cercle formé de deux lignes courbées sur 70 mètres de longueur et espacées de 15 cm, chacune large de 18 cm et profonde de 25 cm. Le fond de rocailles en est réduit en poussières, sous la pression de forces considérables[6]. D'autres "cicatrices" dans la glace des lacs ont été recensées, telles celles du lac Siljan (Suède) en 1976 toujours (un canal de 3m de large sur 800m de long dans 20 cm d'épaisseur dû à une masse grisâtre de 10m de longueur en mouvement rapide, photos à l'appui), ou près de Malung (Suède centrale) en 1968 (un trou isolé de 580m² dans 1m d'épaisseur exploré par des plongeurs de l'armée, Le Times du 5 avril... un trou à l'identique se révélant aussi quelques jours après dans le lac de Serna)[7].